# Hipparionska fauna
Hipparionska fauna ili Hipparionski faunistički kompleks (ruski: Гиппарионовая фауна ili гиппарионовый фаунистический комплекс) je faunistički kompleks izumrlih sisavaca koji je u kasnome miocenu i pliocenu (prije 12 – 2 milijuna godina)  Euroazije i Sjeverne Afrike. Pojava ove faune bila je povezana s razvojem zeljastih šumskih stepa i stepa u ranome neogenu na području Euroazije. Prevladavalo je  slično današnjima afričkima savanama, s područjima šuma, riječnih dolina i stepa. Takav mozajični krajolik pružio je veliku raznolikost biljoždernih sisavaca i kao rezultat toga, veliku raznolikost mesoždera. Hipparionsku faunu je u srednjemu miocenu Euroazije zamijenjena đumskom Anchitherijskom faunom.
U miocenu se pojavljuje izravni transmediteranski kontakt između Europe i Afrike, migracija životinja između Europe i Srednje Azije je olakšana zbog nestanka Turgajskoga mora na mjestu današnje Zapadnosibirske nizine, pojavljuju se otvoreni pejzaži u isključivo šumivitoj Beringiji, i to područje postaje dostupno stepskoj fauni Azije i Sjeverne Amerike. Od toga vremena biljni biom postaje gotovo isti u cijelome holarktiku i pri tome svako područje doprinosi stvaranju svoje faune koja poprima potpuno suvremena obilježja. Iz Amerike potječu konji, mačke (suvremene mačke su nastale u miocenu), i psi, koji su živjeli u čoporima što je bilo ključno za uspjeh ove skupine, iz Azije šupljorošci (bikovi i antilope, iz Afrike surlaši (slonovi i mastodonti), žirafe, vodenkonji, hijene. Sve ove životinje te lokalne vrste čine hipparionsku faunu.
Sastav hipparionske faune obuhvaćale su razne vrste troprstnih konja, uključujući i same hipparione koji su u Euroaziju došli iz Sjeverne Amerike, nosoroga (Aceratherium, Chilotherium, itd.), mastodonta, slonova, žirafa (Palaeotragus, Samotherium, itd.), bikova, antilopa, vodenkonja, jeleni (Microstonyx, itd.) i drugi kopitari